# Nagem
Nagem (Luxemburgs: Nojem) is een plaats in de gemeente Redange en het kanton Redange in Luxemburg.
Nagem telt 204 inwoners (2001).

## Geboren
- Jean Noerdinger (1895-1963), Luxemburgs-Amerikaans kunstenaar